# Talanites captiosus
Talanites captiosus är en spindelart som först beskrevs av Willis J. Gertsch och Davis 1936.  Talanites captiosus ingår i släktet Talanites och familjen plattbuksspindlar. Inga underarter finns listade i Catalogue of Life.